# Estació del Cabanyal (històrica)
La històrica estació del Cabanyal era una estació de ferrocarril situada al barri del Cabanyal, a València. Aquesta estació i la seua línia eren construïdes per la Companyia del Ferrocarril Central d'Aragó. El 24 d'abril de 1862 passà el primer tren per l'estació.
Amb el soterrament de les vies al seu pas pel carrer de la Serradora el 1991, aquesta estació va ser tancada i una nova, l'actual, construïda davall terra. Es pot observar encara l'antiga estació, que en l'actualitat és un centre cultural que està situat uns pocs metres al sud de l'actual estació, vora al carrer de la Serradora.